# San José Yatandoyo
San José Yatandoyo är en ort i Mexiko.   Den ligger i kommunen Santa Cruz Nundaco och delstaten Oaxaca, i den sydöstra delen av landet, 290 km sydost om huvudstaden Mexico City. San José Yatandoyo ligger 2 515 meter över havet och antalet invånare är 267.
Terrängen runt San José Yatandoyo är huvudsakligen kuperad, men österut är den bergig. Runt San José Yatandoyo är det ganska glesbefolkat, med 22 invånare per kvadratkilometer. Närmaste större samhälle är Heroica Ciudad de Tlaxiaco, 12,3 km norr om San José Yatandoyo. I omgivningarna runt San José Yatandoyo växer huvudsakligen savannskog.